# Ascosorus
Ascosorus är ett släkte av svampar. Ascosorus ingår i divisionen sporsäcksvampar och riket svampar.